# Otiàievka
Otiàievka (en rus: Отяевка) és un poble de l'óblast de Vladímir, a Rússia, segons el cens del 2010 tenia 55 habitants. Pertany al districte municipal de Koltxúguino.